# Opius punctipes
Opius punctipes är en stekelart som beskrevs av Fischer 1964. Opius punctipes ingår i släktet Opius och familjen bracksteklar. Inga underarter finns listade i Catalogue of Life.